# Richard E. Connell

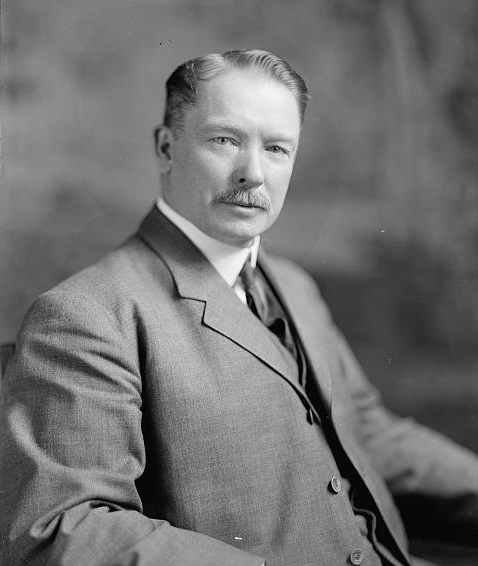
Richard E. Connell

Richard Edward Connell (* 6. November 1857 in Poughkeepsie, New York; † 30. Oktober 1912 ebenda) war ein US-amerikanischer Politiker. In den Jahren 1911 und 1912 vertrat er den Bundesstaat New York im US-Repräsentantenhaus.

## Werdegang
Richard Edward Connell wurde ungefähr vier Jahre vor dem Ausbruch des Bürgerkrieges im Dutchess County geboren. Er besuchte die St. Peter’s Parochial School und öffentliche Schulen in Poughkeepsie. Zwischen 1887 und 1910 war er als Reporter und Redakteur für die Poughkeepsie News Press tätig. Während dieser Zeit bekleidete er 1892 den Posten als Polizeikommissar von Poughkeepsie. Politisch gehörte er der Demokratischen Partei an. 1896 kandidierte er erfolglos für den 55. Kongress. Bei seinen Kandidaturen 1898 und 1900 für einen Sitz in der New York State Assembly erlitt er ebenfalls Niederlagen. Er nahm 1900 und 1904 als Delegierter an den Democratic National Conventions in Kansas City und St. Louis teil. Zwischen 1907 und 1909 war er als Sachverständiger für Erbschaftssteuer tätig.
Bei den Kongresswahlen des Jahres 1910 für den 62. Kongress wurde Connell im 21. Wahlbezirk von New York in das US-Repräsentantenhaus in Washington, D.C. gewählt, wo er am 4. März 1911 die Nachfolge von Hamilton Fish II antrat. Er verstarb vor dem Ende seiner Amtszeit am 30. Oktober 1912 in Poughkeepsie. Zum Zeitpunkt seines Todes war er bereits als demokratischer Kandidat für den 63. Kongress nominiert. Sein Leichnam wurde auf dem St. Peter’s Cemetery beigesetzt.